# 2 Rooz
2 Rooz je votka koja se proizvodi u Australiji u tvrtci Australian Vodka Company's, odnosno u destileriji Tamborine Mountain. Naziv ove votke dolazi pojednostavljenjem i skraćivanjem množine riječi klokan (eng. kangoroo), čime se direktno vezuju uz klokana, simbol Australije. Istovremeno, marketing ove votke ističe činjenicu da je to votka koju proizvode Australci u Australiji (Owned, distilled & bottled in Australia by Australians) čime se potiče prodaja na lokalnom tržištu. 2 Rooz votka se dobiva peterostrukom destilacijom grožđa, uz dodatak pojedinih aroma, tako da se proizvodi nekoliko raznih okusa. Sama neutralna votka ima blagi okus cimeta i limuna.
2 Rooz votka dostupna je u sljedećim izvedbama:
- Neutral
- Peppermint
- Eucalyptus Gum Leaf
- Lemon Myrtle Leaf